# Крайбрежни планини
Крайбрежните хребети или Брегови хребети, Брегови планини (на английски: Coast Mountains) е мощна планинска верига в югоизточната част на щата Аляска (13%) и в западната част на Канада (87%), територия Юкон (5%) и провинция Британска Колумбия (81%). Крайбрежните хребети са съставна част на Западния пояс на Северноамериканските Кордилери. Простират се от северозапад на югоизток покрай западното крайбрежие на континента, между 49 и 60° с.ш. на протежение 1307 km, ширина до 200 km, площ 242 424 km. На северозапад, прохода Чиукут ги отделя планината Свети Илия, а на юг завършват до долината на река Фрейзър. На изток система от дълбоки речни долини ги отделя от вътрешните плата на Северноамериканските Кордилери. Състоят се от 4 основни планински масива, разделени от дълбоки напречни речни долини и дълги и тесни фиорди, навлизащи дълбоко навътре в континента и възникнали по тектонски разломи. Основните масиви са: на север – планината Боундъри (3090 m), в средата – планината Китимат (2759 m), на юг – хребетите Северен Тихоокеаански (връх Уодингтън 4016 m) и Южен Тихоокеански (3298 m). Цялата планинска верига е изградена предимно от гранити. Крайбрежните хребети образуват трудно преодолима преграда за западните влажни въздушни маси, поради което западните и склонове получават годишно до 4000 mm/m² валежи, а източните – под 1000 mm/m². от най-северните им части води началото си голямата река Юкон. Склоновете на хребетите са покрити с гъсти иглолистни гори (дъгласки и ситкински смърч, западен хемлок, туя и др.). Над границата на горите (1000 – 1200 m на север, 1500 – 1800 m на юг) са развити поясите на планинската тундра и алпийските пасища, граничещи с пояса на вечните снегове и ледници, които на места се спускат до океана.